# 도리가이 료헤이
도리가이 료헤이(일본어: 鳥飼 椋平, 2000년 5월 22일~)는 일본의 축구 선수이다.

## 구단 경력
그는 2023년 J3리그의 가마타마레 사누키에 입단했다.